# Millingtonia hortensis
Millingtonia hortensis är en växtart som beskrevs av Carl von Linné den yngre 1782. Millingtonia hortensis ingår i släktet Millingtonia som ingår i familjen Katalpaväxter.

## Bilder

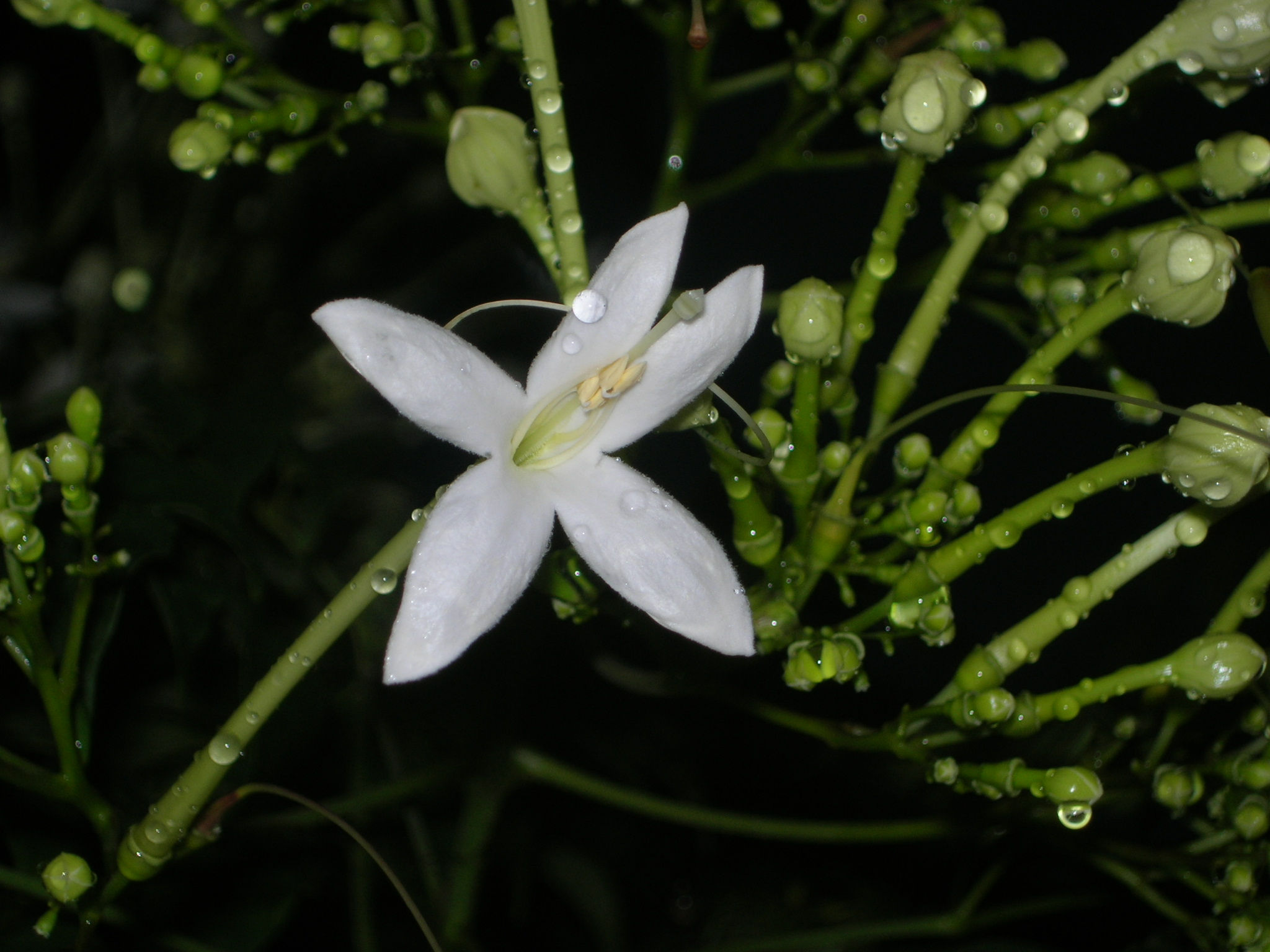
Blomma.
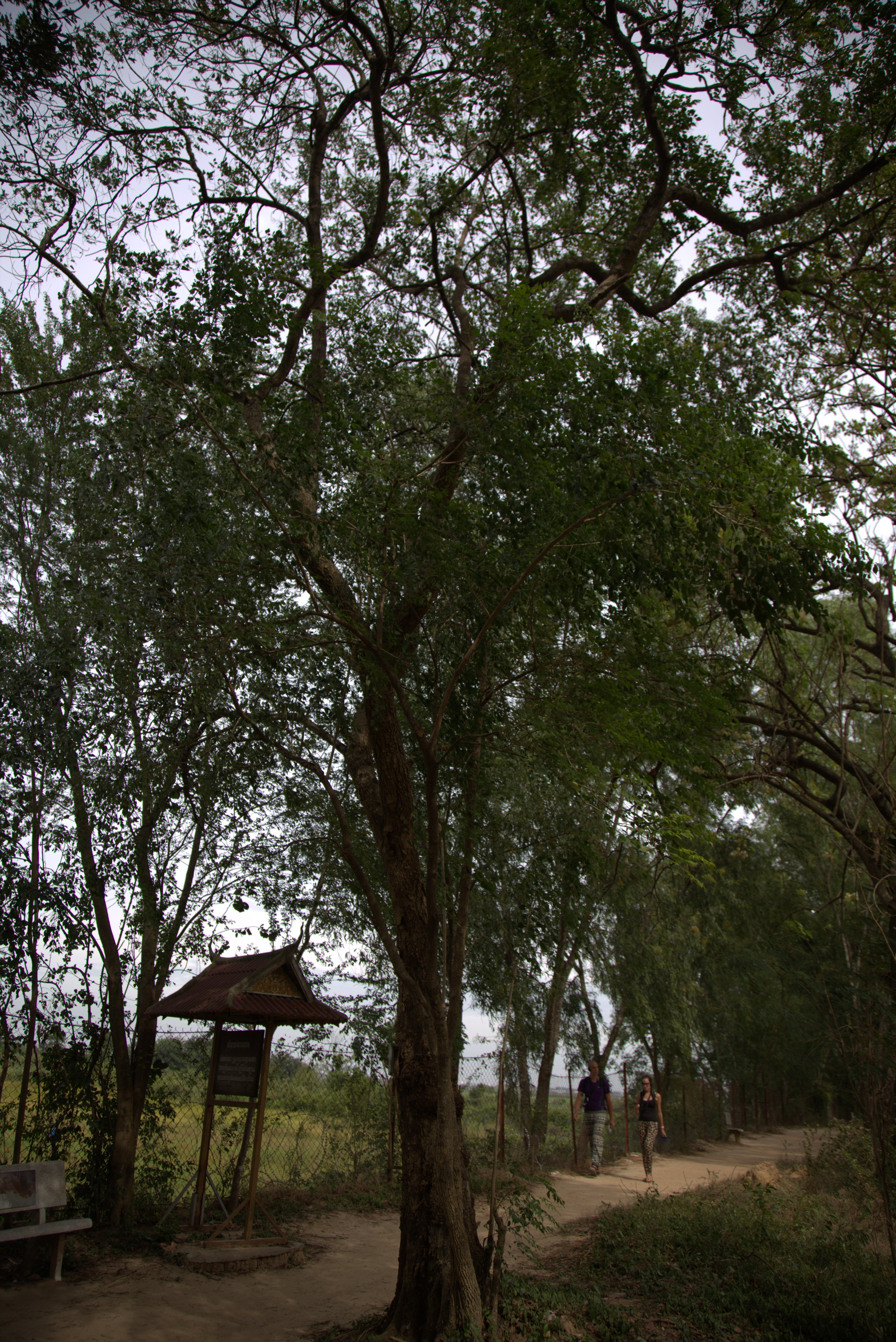
Träd.
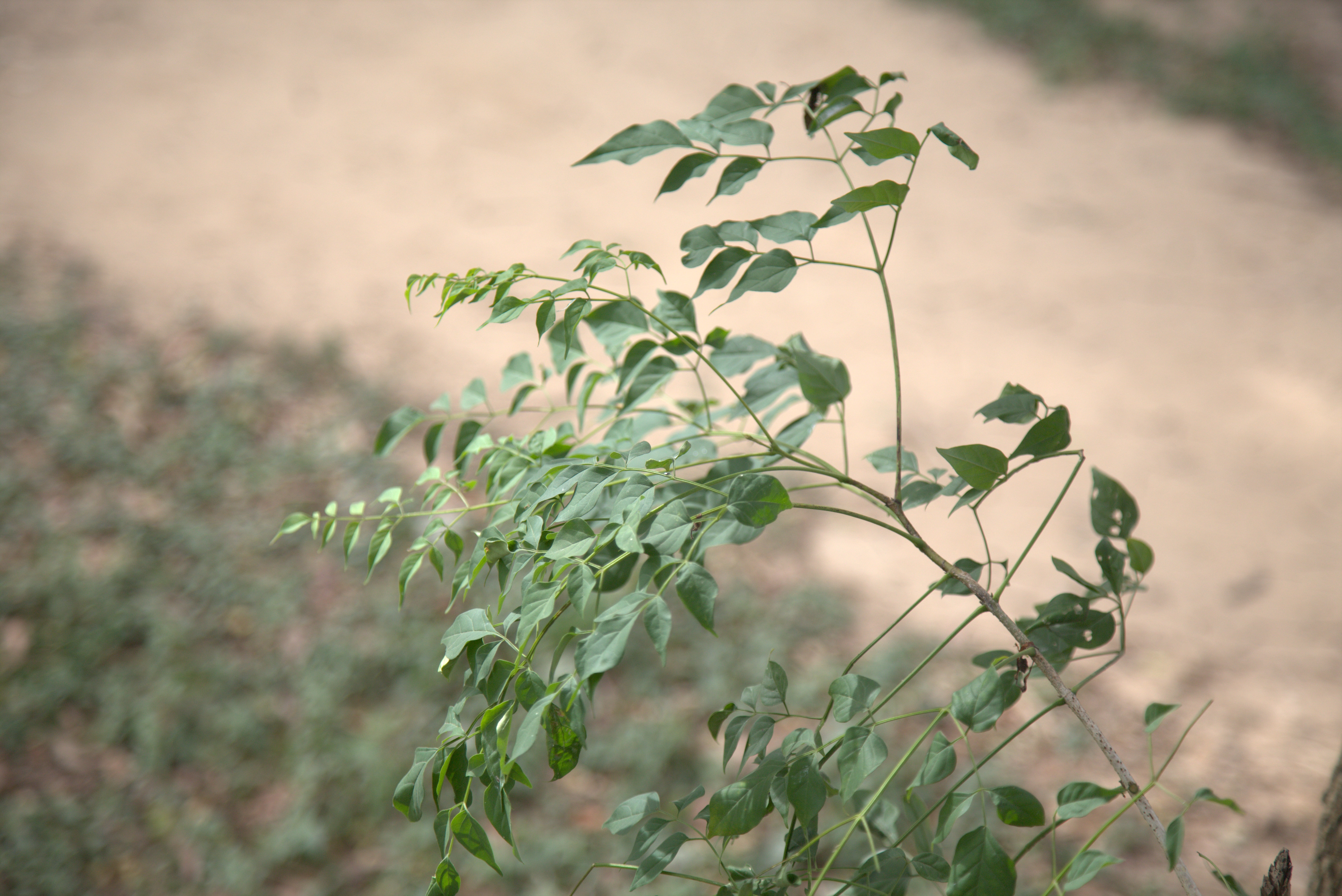
Löv.